# Operation Wisła

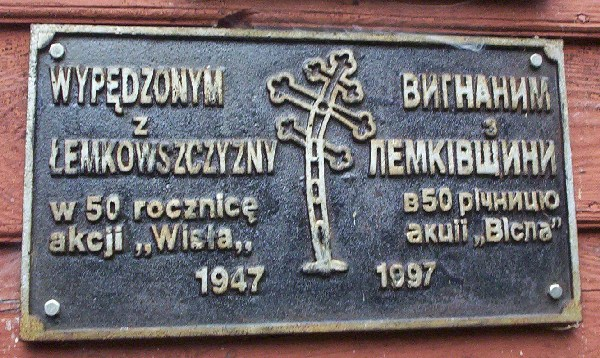
Skylt med inskrift på polska (till vänster) och ukrainska (till höger): ”Till minne av dem som utvisats från Lemkivshchyna, på 50-årsdagen av 'Operation Wisła', 1947-1997”.

Operation Wisła var kodnamnet för 1947 års deportationer av ukrainare, bojker och lemker från södra Polen. Deportationerna skedde under de polska kommunistiska myndigheterna. Omkring 141 000 personer, de flesta ukrainare, bosatta i de södra delarna av Polen tvångsförflyttades till nya områden i de norra och västra delarna av landet. Operationen är uppkallad efter floden Wisła. Vid den tiden fördrevs även polacker från de länder som ingick i den Ukrainska SSR, som tillhörde Polen före kriget.
Efter kommunismens fall har händelsen fördömts av polska och ukrainska politiker och historiker, och betraktas som etnisk rensning av polska och västliga källor, liksom av ukrainare.

## Bakgrund
Det uttalade målet med operation Wisła var att kväsa den ukrainska gruppen av upprorsmän, UPA, som hade terroriserat och mördat polacker i södra Polen sedan 1944. Den direkta förevändningen för operation Wisła var mordet på den polske kommunistiske generalen Karol Świerczewski 28 mars 1947, vilket UPA påstods ligga bakom. Cirka tolv timmar efter mordet beslutade den polska kommunistiska regeringen officiellt att utvisa alla ukrainare och lemker från sydöstra Polen. Det är dock känt att operation Wisła hade planerats månader i förväg, i syfte att sprida den återstående ukrainska minoriteten över Polen snarare än för att krossa sympatisörer till UPA.

## Deportationer och förtryck
Enligt beslutet av de polska myndigheterna var "det främsta syftet med omlokaliseringen av 'W'-bosättare är deras assimilering i en ny polsk miljö, alla ansträngningar bör utföras i detta syfte. Använd inte termen ukrainare för bosättare. I de fall där intellektuella når det återvunna territoriet, bör de separeras från 'W'-bosättarnas samhällen".
Förflyttningarna genomfördes av Operativa Wisłagruppen, bestående av cirka 20 000 personer under befäl av general Stefan Mossor. I denna grupp ingick både soldater från de militära enheterna Ludowe Wojsko Polskie och Korpus Bezpieczeństwa Wewnętrznego, liksom tjänstemän från den statliga polisen Milicja Obywatelska och hemliga polisen Urząd Bezpieczeństwa. Operation Wisła inleddes klockan fyra på morgonen, den 28 april 1947. De utdrivna personerna bestod av de 140 000-150 000 ukrainare och lemker som återstod efter deportationerna till Sovjetunionen 1944-1946, samt invånarna i Polesie, Roztocze, Pogórze Przemyskie, Bieszczady, Beskid Niski, Beskid Sądecki, och Rus Szlachtowska.
Intellektuella, inklusive präster (både grekisk-katolska och ortodoxa), sändes från uppsamlingsplatser till koncentrationsläger i Jaworzno. Ett av lägren, Central Labor Camp, var under andra världskriget knutet till det nazistiska Auschwitz. Det sistnämnda lägret inrymde nästan 4 000 personer, varav 800 kvinnor och dussintals barn. Fångarna, varav 400 dog, utsattes för misshandel och hårda förhör, trots att inga medlemmar av den ukrainska nationalistiska organisationen fanns i lägret. Över 500 dömdes till döden av Operativa Wisłagruppens domstolar eller vanliga militärdomstolar och avrättades.
De återstående av de utdrivna tvångsförflyttades till de nordliga och västliga delarna som Polen förvärvat efter Potsdamavtalet. De sista förflyttningarna skedde så sent som 1952, i Polesie. Operation Wisła avslutades officiellt med en ceremoniell utdelning av medaljer till de bästa soldaterna längs den polsk-tjeckoslovakiska gränsen.
Operation Wisła innebar en nästan total avbefolkning av Pogórze Przemyskie, Bieszczady och Beskid Niski. Omlokaliseringen av befolkningen satte UPA i en svår situation, då gruppen berövades mänskliga och andra resurser. De ukrainska partisanerna var nu oförmögna att upprätthålla sina egna väpnade grupper och gerilla mot de polska kommunistiska styrkorna. Ändå fortsatte UPA sin kamp i flera år. Efter de sista omplaceringarna dog UPA:s aktivitet på polsk mark ut, medan somliga ukrainska rebeller flydde till Västeuropa, bland annat till Västtyskland, och till USA.
Operation Wisła avslutades 31 juli 1947.